# Stade Larbi Zaouli
Het Stade Larbi Zaouli is een stadion in de wijk Hay Mohammadi in Casablanca in Marokko. Het stadion is vernoemd naar de oud-speler, coach en voorzitter van TAS Casablanca, namelijk Larbi Zaouli.
Met een capaciteit van 30.000 zitplaatsen, is het de tweede grootste stadion in Casablanca na het Stade Mohammed V. Het was gastheer van de finale van de CAF Cup 1999 tussen Wydad Casablanca en Etoile Sahel.
In 2018 werd begonnen met grote renovatiewerken waarbij ook de totale capaciteit naar 40.000 wordt gebracht, de heropening is voorzien eind 2019.